# Jakob Kaschauer

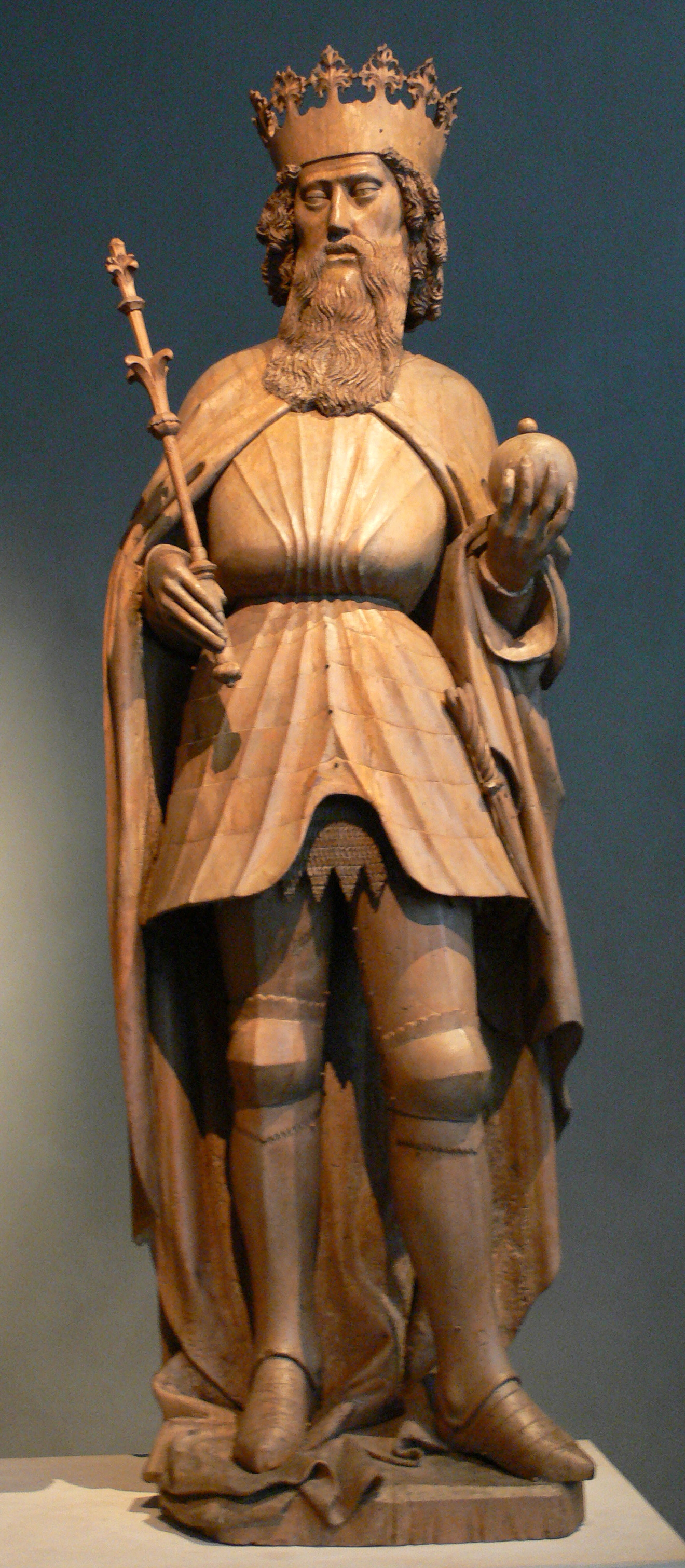
Hl. Sigismund vom Freisinger Hochaltarretabel, 1443

Jakob Kaschauer (auch Jacob von Kaschau und Jakub z Košíc) (* vermutlich um 1400 in Kaschau (Košice); † zwischen 23. März und 29. August 1463 in Wien) war ein österreichischer Bildhauer, Maler und Glasmaler. Der Familienname bzw. Beiname weist auf eine Herkunft aus der damals oberungarischen Stadt Kaschau (ungar. Kassa, heute: Košice) hin.

## Leben
Die Arbeit Jakob Kaschauers ist 1429 an der Dombauhütte St. Stephan in Wien nachweisbar. Kaschauer leitete in Wien eine Maler-, Bildschnitzer- und Glasgemäldewerkstätte.
Der Freisinger Fürstbischof Nikodemus della Scala ließ für einen von ihm 1443 gestifteten Hochaltar des Freisinger Doms bei Kaschauer Schnitzfiguren bestellen. Von diesem Altar erhalten sind die Muttergottes und die Figur des hl. Korbinian (beide heute im Bayerischen Nationalmuseum München), die Figur des hl. Sigismund (als Leihgabe des Landesmuseums Württemberg im Bayerischen Nationalmuseum) sowie eine Stifterfigur (als Leihgabe des Dombergmuseums Freising im Bayerischen Nationalmuseum).
Von 1445 bis 1448 schuf Jakob Kaschauer die Tafeln für den gewaltigen Hochaltar in der Kirche St. Michael in Wien.
Friedrich III. war ab 1440 römisch-deutscher König und ab 1452 Kaiser des Heiligen Römischen Reiches und baute ab 1440 Wiener Neustadt als seine Residenz aus und holte dafür Künstler wie Jakob Kaschauer, Peter von Pusica und Niclas Gerhaert van Leyden.
Kaschauer war mit Margareta Hirschvogel aus Nürnberg († 1480) verheiratet und wurde in der Gruft der Wiener Michaelerkirche bestattet.
Im Jahr 1953 wurde in Wien-Donaustadt (22. Bezirk) der Kaschauerplatz nach ihm benannt.

## Werke (Auswahl)
- Jakob Kaschauer (Werkstatt), Thronender hl. Papst (hl Petrus?), um 1440/1445, Belvedere, Wien.